# 棘疣齿蟾
棘疣齿蟾（学名：Oreolalax granulosus），一种分布于中华人民共和国云南省西南部地区的两栖动物，隶属于角蟾科齿蟾属。模式产地为云南景东彝族自治县哀牢山自然保护区内的太忠镇徐家坝。

## 形态特征
成年雄蟾体长49～61毫米，雌蟾体长57～60毫米。背面皮肤粗糙，呈黄褐色，满布大小刺疣，刺疣部位颜色较深；腹面光滑，黄白色，无斑或有浅灰色细斑。卵粒呈浅灰色，卵径3.2～3.5毫米。第33-39期蝌蚪全长53～75毫米，体尾黑色。

## 保护
本种于2023年被收录入《有重要生态、科学、社会价值的陆生野生动物名录》。